# Escherichia
 (novembre 2022).
 (novembre 2022).
Si vous disposez d'ouvrages ou d'articles de référence ou si vous connaissez des sites web de qualité traitant du thème abordé ici, merci de compléter l'article en donnant les références utiles à sa vérifiabilité et en les liant à la section « Notes et références ».
Genre
Escherichia est un genre de bacilles Gram négatifs de la famille des Enterobacteriaceae. Son nom fait référence au bactériologiste et pédiatre Theodor Escherich qui fut le premier à décrire l'espèce type du genre, Escherichia coli.

## Taxonomie
Jusqu'en 2016 ce genre était rattaché par des critères phénotypiques à la famille des Enterobacteriaceae. Malgré la refonte de l'ordre des Enterobacterales par Adeolu et al. en 2016 à l'aide des techniques de phylogénétique moléculaire, Escherichia reste dans la famille des Enterobacteriaceae dont le périmètre redéfini compte néanmoins beaucoup moins de genres qu'auparavant.

## Description
Le genre Escherichia, qui fait partie des Enterobacteriaceae, rassemble des bacilles droits, à Gram négatif, non sporulés, parfois capsulés, immobiles ou mobiles grâce à une ciliature péritriche, aéro-anaérobies, à métabolisme respiratoire et fermentaire, fermentant le glucose avec production de gaz (quelques souches de Escherichia coli, autrefois qualifiées de Alkalescens-Dispar, ne produisent pas de gaz), oxydase négative, catalase positive et nitrate réductase positive.
Escherichia est un genre de bactérie qui parasite de très nombreux organismes vivants, par exemple :
- Escherichia blattae, que l'on retrouve dans l'intestin de blatte ;
- Escherichia fergusonii, retrouvé dans l'intestin du poulet mais aussi chez les rapaces qui ont été élevés en captivité ;
- Escherichia hermannii : bactérie qui a été retrouvée dans l'environnement comme la plupart des Escherichia donc au niveau des plantes, du sol et de l'eau.

Des bactéries du genre Escherichia peuvent être à l'origine d'infections intestinales pouvant provoquer des diarrhées, mais elles peuvent aussi dans certaines circonstances infecter d'autres organes comme la peau, les voies respiratoires, le sang, le liquide céphalo-rachidien.

### Morphologie
Les colonies sont de forme circulaire, de taille irrégulière, de couleur blanc-opaque ; l'élévation est bossue surface brillante ; la consistance est gluante.

### Résistance
Le genre Escherichia est sensible aux antibiotiques tels que les pénicillines du groupe A, mais peut développer une résistance à cet antibiotique s'il y a une longue exposition ou une exposition répétée à une pénicilline A. Ces bactéries sont détruites à partir de 70 °C mais résistent parfaitement à la congélation.
Les traitements par bactériophagiques sont généralement efficaces, en conjonction ou non avec des antibiotiques.

## Historique
Jusqu'en 1962, le genre Escherichia, du nom de Theodor Escherich, était décrit comme une espèce de bactéries Bacterium coli commune, car en 1919 ces bactéries étaient nommées sous le nom de Bacillus coli ou de Bacterium coli.
Mais en 1983, de nouvelles espèces sont découvertes comme Escherichia hermannii et Escherichia vulneris, puis en 1985 Escherichia fergusonii. En 2003 une nouvelle souche est découverte, Escherichia albertii. Ces différentes souches ont toutes différentes origines, elles sont dans la plupart des cas commensales de l'intestin comme Escherichia coli chez l'Homme ou Escherichia blattae chez la blatte. Elles peuvent être aussi saprophytes de l'environnement comme le genre Escherichia hermannii ; ainsi que l'espèce Escherichia vulneris, décelée dans les urines, le pus, le sang, les selles, etc.

## Pathologie
Escherichia est un genre bactérien qui a fait beaucoup parler dans les médias comme le cas en octobre 2005 où des steaks hachés contaminés avaient intoxiqué beaucoup d'enfants.
Escherichia coli sérotype 0157:H7, du groupe entéro-hémorragique (EHEC), est une souche très virulente, et il suffit d'un faible nombre pour entraîner des troubles sur le plan de la santé, se définissant surtout par des diarrhées pouvant devenir sanglantes. Chez la personne âgée et le jeune enfant, elle peut provoquer un syndrome hémolytique-urémique, c'est-à-dire une défaillance rénale aiguë nécessitant des dialyses, une anémie hémolytique et une thrombopénie. Elle peut entraîner la mort ou laisser des séquelles rénales chroniques.

## Utilisation

### En médécine
Le sérogroupage est une technique immunologique consistant à la mise en évidence d'antigènes structuraux bactériens ou viraux permettant le diagnostic de sérovars. Cette expérience va faire réagir les antigènes O de E. coli avec le sérum utilisé pour détecter une agglutination ; s'il y a agglutination, alors la matière observée (viande ou autre) est contaminée à Escherichia coli.

### Environnementale
Certaines espèces du genre Escherichia pourraient être utilisées pour aider à nettoyer l'environnement car nous avons remarqué qu'une souche de Escherichia hermannii s'est avérée capable de dégrader les chlorobenzènes et elle pourrait être utilisée pour la dépollution de l'environnement.

## Liste d'espèces
Selon la LPSN (1er novembre 2022) :
- Escherichia albertii Huys et al. 2003
- Escherichia coli (Migula 1895) Castellani & Chalmers 1919 – espèce type
- Escherichia fergusonii Farmer et al. 1985
- Escherichia hermannii Brenner et al. 1983
- Escherichia marmotae Liu et al. 2015
- Escherichia ruysiae van der Putten et al. 2021

Certaines espèces ont été reclassées dans d'autres genres :
- Leclercia adecarboxylata (Leclerc 1962) Tamura et al. 1987 : reclassement de E. adecarboxylata
- Pseudescherichia vulneris (Brenner et al. 1983) Alnajar & Gupta 2017 : reclassement de E. vulneris
- Shimwellia blattae (Burgess et al. 1973) Priest & Barker 2010 : reclassement de E. blattae